# لوما ألفية الأرجل
لوما ألفية الأرجل (الاسم العلمي:Loma diplodae) هي نوع من الفطريات تتبع جنس فطر اللوما من فصيلة الغلوغية.